# Мамедов Амі Ага-огли
Амі Ага огли Мамедов (1922, Баку — 26 березня 1944, Миколаїв) — матрос, навідник розрахунку протитанкової рушниці 384-го окремого батальйону морської піхоти Чорноморського флоту. Герой Радянського Союзу.

## Біографія
Амі Ага Мамедов народився 1922 року в Баку в родині азербайджанського робітника. Після закінчення 7 класів працював слюсарем, потім шофером у нафтопромисловому управлінні «Азізбековнафта».
У 1942 році був призваний на службу до лав Червоної Армії, яку проходив на Чорноморському флоті ВМФ СРСР.
У травні 1943 року був переведений у стрілецьку роту 384-го окремого батальйону морської піхоти Чорноморського флоту, у складі якої восени того ж року брав участь у десантних операціях зі звільнення Таганрога, Маріуполя та Осипенок.
У другій половині березня 1944 року увійшов до складу десантної групи під командуванням старшого лейтенанта Костянтина Федоровича Ольшанського. Завданням десанту було полегшення фронтального удару радянських військ під час визволення міста Миколаєва, що був частиною Одеської операції. Після висадки в морському порту Миколаєва загін протягом двох діб відбив 18 атак противника, знищивши близько 700 солдатів і офіцерів противника. У цих боях загинули майже всі десантники, в тому числі й Амі Ага Мамедов.
Указом Президії Верховної Ради СРСР від 20 квітня 1945 року Амі Мамедову було присвоєно звання Героя Радянського Союзу (посмертно).

## Нагороди
- Золота Зірка Героя Радянського Союзу;
- орден Леніна.

## Пам'ять
- На батьківщині Героя, у місті Баку, біля школи № 101 встановлено бюст.
- У Миколаєві у сквері імені 68-ми десантників встановлено пам'ятник.
- У селищі Богоявленський на березі Бузького лиману встановлена меморіальна гранітна брила з пам'ятним написом.